# Linea Port Island
La linea Port Island (ポートアイランド線?, Pōto Airando-sen), soprannominata Port Liner (ポートライナー?, Pōto-rainā) è un people mover automatico in servizio fra Sannomiya e la stazione dell'aeroporto di Kobe, che serve anche l'area di Port Island, isola artificiale realizzata nei pressi del Porto di Kobe in Giappone.

## Storia
Aperta nel 1981, la linea Port Island fu il primo sistema di tipo AGT (Automated guideway transit) realizzato al mondo, titolo conteso anche dal sistema VAL (trasporti) della città francese di Lilla, aperto nel 1983.
La prima sezione della linea collegava la stazione di Sannomiya, il centro dei trasporti di Kōbe, con l'isola artificiale di Port Island, coprendo una distanza di 6,4 km con 9 stazioni. Il 2 febbraio 2006 venne aperta un'estensione di 4,3 km, fino all'aeroporto di Kobe, realizzato su un'ulteriore isola artificiale a sud di Port Island.

## Percorso

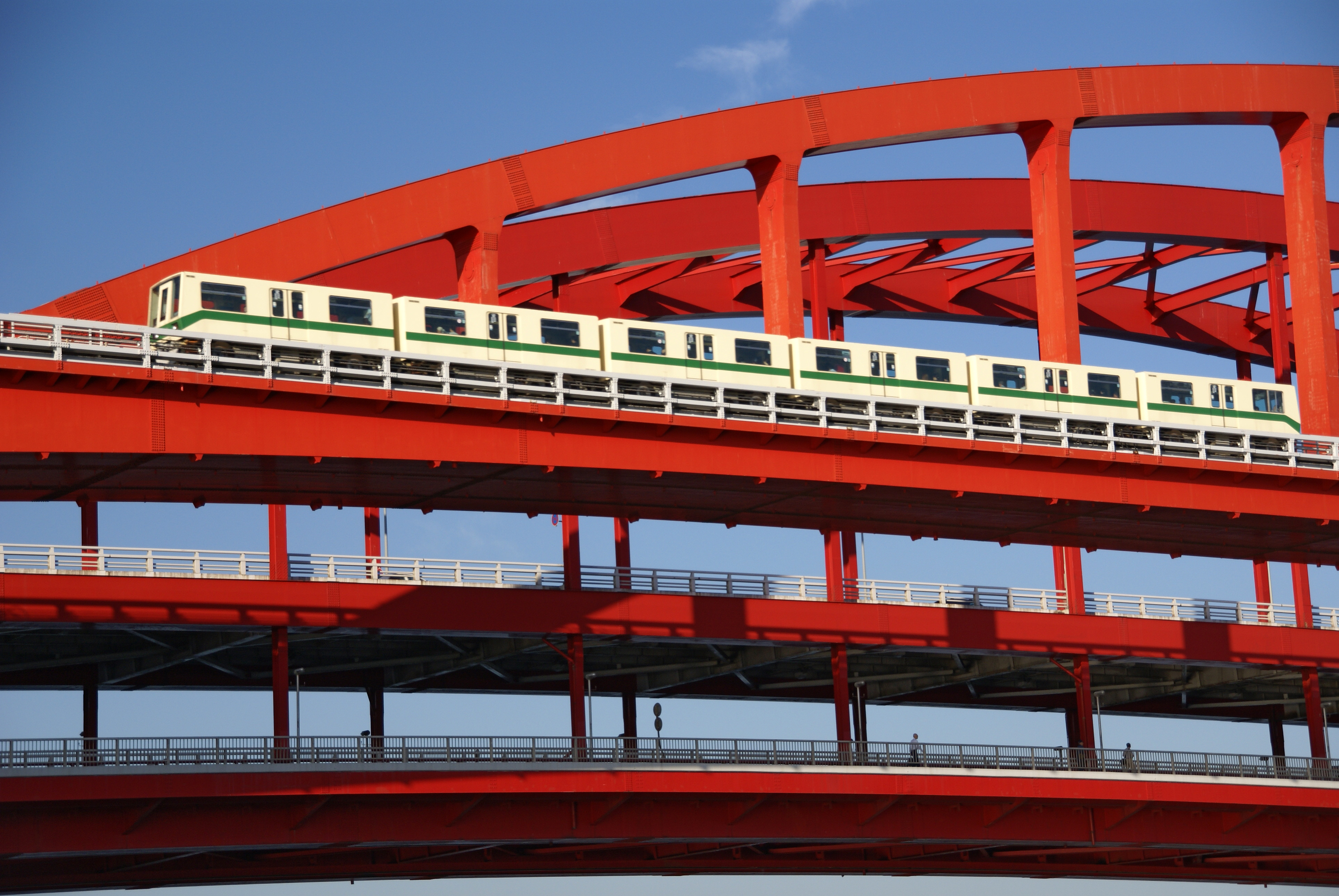
Il grande ponte Portpier

Come indicato dalla mappa del tracciato, il people mover consiste in una linea diritta, con origine a Sannomiya e termine alla stazione dell'aeroporto di Kōbe, e di un semianello unito circa alla metà della linea principale. Le stazioni della linea principale sono indicate con "P", seguita da un numero, mentre quelle del semianello da "PL", e un numero di identificazione.
Prima dell'apertura dell'estensione verso l'aeroporto, la sezione ad anello era a singolo binario, e operava solamente in senso antiorario. A oggi, tuttavia, la sezione fra Sannomiya e l'aeroporto è interamente a doppio binario, ma la sezione ad anello è ancora a tracciato singolo, e mantiene quindi un percorso esclusivamente antiorario.
La linea Port Island attraversa anche le fasce di mare fra l'isola di Port Island e la terraferma, nonché l'aeroporto, grazie a due grandi ponti: il rosso grande ponte Portpier fra l'isola e la terraferma, e il Kōbe Skybridge, di 1015 metri di lunghezza, che unisce Port Island con l'aeroporto. Entrambi i ponti sono anche adibiti al trasporto su gomma.

## Servizi
Sulla linea circolano treni secondo due relazioni: una principale, che collega la stazione di Sannomiya con la stazione di Kōbe Aeroporto, con treni locali (fermanti in tutte le stazioni) ogni 5-8 minuti, che richiedono 18 minuti di percorrenza, e con treni rapidi, che non fermano a Bōeki Center e Port Terminal, che impiegano 16 minuti; una seconda relazione è quella da Sannomiya verso il percorso ad anello, che quindi ritorna al capolinea di Sannomiya, percorrendo in senso antiorario il percorso.

## Stazioni
- Tutte le stazioni si trovano nel quartiere di Chūō-ku, a Kōbe.
- R è l'abbreviazione per i treni rapidi.

| Codice                    | Stazione             | Giapponese       | Dist. | R |
| ------------------------- | -------------------- | ---------------- | ----- | - |
| Sezione a doppio binario  |                      |                  |       |   |
| P01                       | Sannomiya            | 三宮             | 0.0   | ● |
| P02                       | Bōeki Center         | 貿易センター     | 0.8   |   |
| P03                       | Port Terminal        | ポートターミナル | 1.8   |   |
| P04                       | Naka Kōen            | 中公園           | 2.8   | ● |
| P05                       | Minatojima           | みなとじま       | 3.3   | ● |
| P06                       | Shimin Hiroba        | 市民広場         | 3.8   | ● |
| P07                       | Iryō Center          | 医療センター     | 4.6   | ● |
| P08                       | Keisan Kagaku Center | 計算科学センター | 5.4   | ● |
| P09                       | Aeroporto di Kobe    | 神戸空港         | 8.2   | ● |
| Sezione a binario singolo |                      |                  |       |   |
| P06                       | Shimin-Hiroba        | 市民広場         | 0.0   |   |
| PL07                      | Minami Kōen          | 南公園           | 0.6   |   |
| PL08                      | Naka Futō            | 中埠頭           | 1.2   |   |
| PL09                      | Kita Futō            | 北埠頭           | 1.7   |   |
| P04                       | Naka-Kōen            | 中公園           | 2.6   |   |